# Holland Tunnel

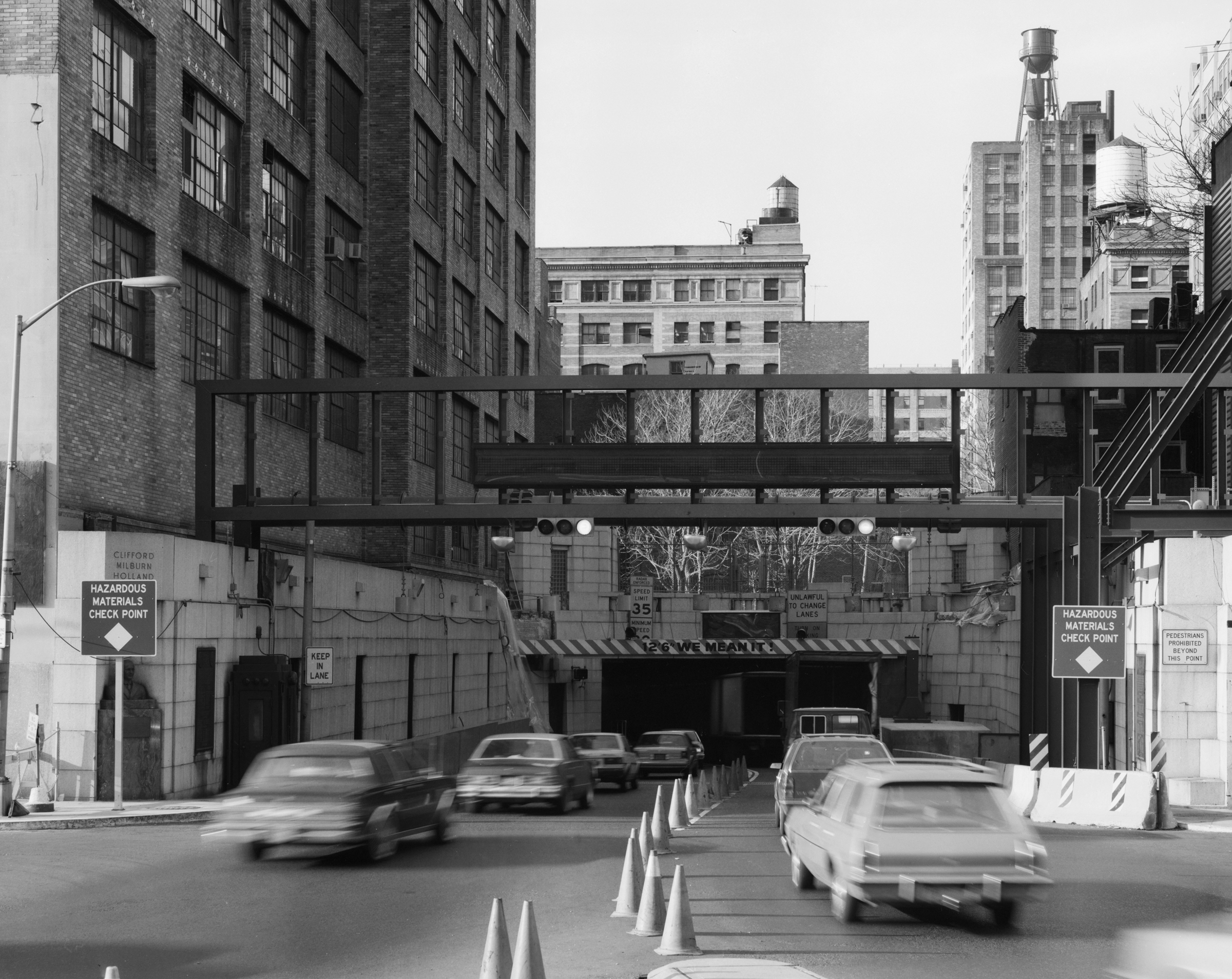
Wjazd do tunelu w Nowym Jorku, 1985

Holland Tunnel – podwójny tunel drogowy przebiegający pod rzeką Hudson, łączący nowojorski okręg Manhattan z Jersey City w stanie New Jersey. Przez tunel przebiega autostrada międzystanowa nr 78.
Tunel budowany był w latach 1920-1927 według projektu Clifforda M. Hollanda. Początkowo znany pod nazwą Hudson River Vehicular Tunnel, przemianowany został na cześć Hollanda po jego śmierci, która nastąpiła przed ukończeniem budowy. Otwarcie tunelu nastąpiło 13 listopada 1927 roku.
Jest to jeden z najstarszych tuneli wentylowanych mechanicznie – 84 wentylatory zapewniają wymianę powietrza w tunelu co 90 sekund. W 1982 roku Holland Tunnel został uznany za Narodowy Pomnik Historyczny Inżynierii Cywilnej i Mechanicznej (National Historic Civil and Mechanical Engineering Landmark), a w 1993 roku za Narodowy Pomnik Historyczny (National Historic Landmark).
13 maja 1949 roku w południowym tunelu nastąpiła eksplozja samochodu ciężarowego przewożącego dwusiarczek węgla. W jej wyniku uszkodzony został strop tunelu, nie było jednak ofiar śmiertelnych wśród ludzi.
Północny tunel, którym odbywa się ruch w kierunku zachodnim (z Nowego Jorku do Jersey City), liczy 2608 m długości, południowy natomiast, prowadzący w kierunku odwrotnym – 2551 m. Ruch w każdym z tuneli odbywa się na dwupasmowej jezdni o szerokości 6,1 m. Wysokość tunelu wynosi 3,8 m. Głębokość tunelu sięga 28,5 m poniżej średniego poziomu rzeki.
Zarządcą tunelu jest Port Authority of New York and New Jersey. Z tunelu korzystać mogą jedynie pojazdy silnikowe, z wyłączeniem pojazdów 4- i więcej osiowych, pojazdów z przyczepami i holowanych. Pojazdy jadące w kierunku wschodnim objęte są mytem.
W 2011 roku średnia dzienna liczba pojazdów korzystających z tunelu wyniosła 90 904.